# Marimatha operta
Marimatha operta là một loài bướm đêm trong họ Noctuidae.